# Quatrième district congressionnel du Nevada
Le 4e district congressionnel du Nevada est un district congressionnel créé à la suite du recensement américain de 2010. Situé dans la partie centrale de l'État du Nevada, il comprend la majeure partie du nord du Comté de Clark, le sud du Comté de Lyon, la majeure partie du Comté de Lincoln, une partie du Comté de Churchill et la totalité des comtés d'Esmeralda, Mineral et Nye. Avec un indice CPVI de D+3, c'est l'un des districts les plus démocrates du Nevada.
Bien que le district semble rural, plus de 80 % de sa population vit dans la partie nord fortement Démocrate du Comté de Clark. En conséquence, le district penche Démocrate.
Le district a basculé entre représentation Démocrate et Républicaine depuis sa création. Le Démocrate Steven Horsford a remporté l'élection pour ce siège lors des élections parlementaires de 2012. Il a siégé au 113e Congrès américain en 2013 en tant que premier membre du district, ne remplissant qu'un seul mandat avant d'être vaincu par le Républicain Cresent Hardy en novembre 2014. À son tour, Hardy a perdu contre le Démocrate Ruben Kihuen en 2016. Kihuen ne s'est pas présenté à la réélection. en 2018, et le siège a été remporté par Horsford lors d'un match revanche contre Hardy.

## Historique de vote

### Résultats sous les frontières actuelles (depuis 2023)
| Année | Poste                 | Résultats                    |
| ----- | --------------------- | ---------------------------- |
| 2016  | Président             | Clinton 52,3 % – 41,8 %      |
| 2016  | Sénateur              | Cortez Masto 51,4 % – 39,5 % |
| 2018  | Gouverneur            | Sisolak 54,0 % – 41,4 %      |
| 2018  | Sénateur              | Rosen 52,7 % – 41,2 %        |
| 2018  | Lieutenant Gouverneur | Marshall 53,6 % – 40,1 %     |
| 2018  | Procureur Général     | Ford 51,8 % – 42,5 %         |
| 2020  | Président             | Biden 53,0 % – 44,8 %        |

### Résultats sous les anciennes frontières (2013 - 2023)
| Année | Poste     | Résultats               |
| ----- | --------- | ----------------------- |
| 2012  | Président | Obama 54,0 % – 44,0 %   |
| 2016  | Président | Clinton 50,0 % – 45,0 % |
| 2020  | Président | Biden 51,0 % – 47,0 %   |

## Liste des Représentants du district
| Membre                             | Parti       | Années                          | Congrès     | Histoire électorale                        | Zone géographique                                                                     |
| ---------------------------------- | ----------- | ------------------------------- | ----------- | ------------------------------------------ | ------------------------------------------------------------------------------------- |
| District établit le 3 janvier 2013 |             |                                 |             |                                            |                                                                                       |
| Steven Horsford                    | Démocrate   | 3 janvier 2013 - 3 janvier 2015 | 113e        | Élu en 2012. Perd sa réélection.           | 2013–2023 Esmeralda, Lincoln, Mineral, Nye et White Pine ; Parties de Clark et Lyon   |
| Cresent Hardy                      | Républicain | 3 janvier 2015 - 3 janvier 2017 | 114e        | Élu en 2014. Perd sa réélection.           | 2013–2023 Esmeralda, Lincoln, Mineral, Nye et White Pine ; Parties de Clark et Lyon   |
| Ruben Kihuen                       | Démocrate   | 3 janvier 2017 - 3 janvier 2019 | 115e        | Élu en 2016. Retrait.                      | 2013–2023 Esmeralda, Lincoln, Mineral, Nye et White Pine ; Parties de Clark et Lyon   |
| Steven Horsford                    | Démocrate   | 3 janvier 2019 - Présent        | 116e - 118e | Élu en 2018. Réélu en 2020. Réélu en 2022. | 2013–2023 Esmeralda, Lincoln, Mineral, Nye et White Pine ; Parties de Clark et Lyon   |
| Steven Horsford                    | Démocrate   | 3 janvier 2019 - Présent        | 116e - 118e | Élu en 2018. Réélu en 2020. Réélu en 2022. | 2023–Présent Esmeralda, Mineral et Nye ; Parties de Clark, Churchill, Lincoln et Lyon |

## Résultats des récentes élections
Voici les résultats des dix précédents cycles électoraux dans le district.

### 2012
| Élection de 2012 du 4e district congressionnel du Nevada | Élection de 2012 du 4e district congressionnel du Nevada | Élection de 2012 du 4e district congressionnel du Nevada | Élection de 2012 du 4e district congressionnel du Nevada | Élection de 2012 du 4e district congressionnel du Nevada |
| -------------------------------------------------------- | -------------------------------------------------------- | -------------------------------------------------------- | -------------------------------------------------------- | -------------------------------------------------------- |
| Parti                                                    | Parti                                                    | Candidat                                                 | Votes                                                    | %                                                        |
|                                                          | Démocrate                                                | Steven Hosford                                           | 120 501                                                  | 50,11                                                    |
|                                                          | Républicain                                              | Danny Tarkanian                                          | 101 261                                                  | 42,11                                                    |
|                                                          | Independent American (en)                                | Floyd Fitzgibbons                                        | 9389                                                     | 3,90                                                     |
|                                                          | Libertarien                                              | Michael Haines                                           | 9341                                                     | 3,88                                                     |
| Total des votes                                          | Total des votes                                          | Total des votes                                          | 240 492                                                  | 100%                                                     |
|                                                          | Les Démocrates remportent (nouveau siège)                |                                                          |                                                          |                                                          |

### 2014
| Élection de 2014 du 2e district congressionnel du Nevada | Élection de 2014 du 2e district congressionnel du Nevada | Élection de 2014 du 2e district congressionnel du Nevada | Élection de 2014 du 2e district congressionnel du Nevada | Élection de 2014 du 2e district congressionnel du Nevada |
| -------------------------------------------------------- | -------------------------------------------------------- | -------------------------------------------------------- | -------------------------------------------------------- | -------------------------------------------------------- |
| Parti                                                    | Parti                                                    | Candidat                                                 | Votes                                                    | %                                                        |
|                                                          | Républicain                                              | Cresent Hardy                                            | 63 466                                                   | 48,53                                                    |
|                                                          | Démocrate                                                | Steven Hosford (sortant)                                 | 59 844                                                   | 45,76                                                    |
|                                                          | Libertarien                                              | Steve Brown                                              | 4119                                                     | 3,15                                                     |
|                                                          | Independent American (en)                                | Russell Best                                             | 3352                                                     | 2,56                                                     |
| Total des votes                                          | Total des votes                                          | Total des votes                                          | 130 781                                                  | 100%                                                     |
|                                                          | Les Républicains prennent aux Démocrates                 |                                                          |                                                          |                                                          |

### 2016
| Élection de 2016 du 4e district congressionnel du Nevada | Élection de 2016 du 4e district congressionnel du Nevada | Élection de 2016 du 4e district congressionnel du Nevada | Élection de 2016 du 4e district congressionnel du Nevada | Élection de 2016 du 4e district congressionnel du Nevada |
| -------------------------------------------------------- | -------------------------------------------------------- | -------------------------------------------------------- | -------------------------------------------------------- | -------------------------------------------------------- |
| Parti                                                    | Parti                                                    | Candidat                                                 | Votes                                                    | %                                                        |
|                                                          | Démocrate                                                | Ruben Kihuen                                             | 128 985                                                  | 48,52                                                    |
|                                                          | Républicain                                              | Cresent Hardy (sortant)                                  | 118 328                                                  | 44,51                                                    |
|                                                          | Libertarien                                              | Steve Brown                                              | 10 206                                                   | 3,84                                                     |
|                                                          | Independent American (en)                                | Mike Little                                              | 8327                                                     | 3,13                                                     |
| Total des votes                                          | Total des votes                                          | Total des votes                                          | 265 846                                                  | 100%                                                     |
|                                                          | Les Démocrates prennent aux Républicains                 |                                                          |                                                          |                                                          |

### 2018
| Élection de 2018 du 4e district congressionnel du Nevada | Élection de 2018 du 4e district congressionnel du Nevada | Élection de 2018 du 4e district congressionnel du Nevada | Élection de 2018 du 4e district congressionnel du Nevada | Élection de 2018 du 4e district congressionnel du Nevada |
| -------------------------------------------------------- | -------------------------------------------------------- | -------------------------------------------------------- | -------------------------------------------------------- | -------------------------------------------------------- |
| Parti                                                    | Parti                                                    | Candidat                                                 | Votes                                                    | %                                                        |
|                                                          | Démocrate                                                | Steven Hosford                                           | 121 936                                                  | 51,93                                                    |
|                                                          | Républicain                                              | Cresent Hardy                                            | 102 740                                                  | 43,75                                                    |
|                                                          | Independent American (en)                                | Warren Markowitz                                         | 3180                                                     | 1,35                                                     |
|                                                          | Indépendant                                              | Rodney Smith                                             | 2731                                                     | 1,16                                                     |
|                                                          | Libertarien                                              | Greg Luckner                                             | 2213                                                     | 0,94                                                     |
|                                                          | Indépendant                                              | Dean McGonigle                                           | 2031                                                     | 0,86                                                     |
| Total des votes                                          | Total des votes                                          | Total des votes                                          | 234 831                                                  | 100%                                                     |
|                                                          | Les Démocrates conservent                                |                                                          |                                                          |                                                          |

### 2020
| Élection de 2020 du 4e district congressionnel du Nevada | Élection de 2020 du 4e district congressionnel du Nevada | Élection de 2020 du 4e district congressionnel du Nevada | Élection de 2020 du 4e district congressionnel du Nevada | Élection de 2020 du 4e district congressionnel du Nevada |
| -------------------------------------------------------- | -------------------------------------------------------- | -------------------------------------------------------- | -------------------------------------------------------- | -------------------------------------------------------- |
| Parti                                                    | Parti                                                    | Candidat                                                 | Votes                                                    | %                                                        |
|                                                          | Démocrate                                                | Steven Hosford (sortant)                                 | 168 457                                                  | 50,7                                                     |
|                                                          | Républicain                                              | Jim Marchant                                             | 152 284                                                  | 45,8                                                     |
|                                                          | Libertarien                                              | Jonathan Royce Esteban                                   | 7978                                                     | 2,4                                                      |
|                                                          | Independent American (en)                                | Barry Rubinson                                           | 3750                                                     | 1,1                                                      |
| Total des votes                                          | Total des votes                                          | Total des votes                                          | 332 469                                                  | 100%                                                     |
|                                                          | Les Démocrates conservent                                |                                                          |                                                          |                                                          |

### 2022
La Primaire Démocrate a été annulée. Steven Horsford (D-Sortant) avance vers l'Élection Générale.
| Primaire Républicaine de 2022 du 4e district congressionnel du Nevada | Primaire Républicaine de 2022 du 4e district congressionnel du Nevada | Primaire Républicaine de 2022 du 4e district congressionnel du Nevada | Primaire Républicaine de 2022 du 4e district congressionnel du Nevada | Primaire Républicaine de 2022 du 4e district congressionnel du Nevada |
| --------------------------------------------------------------------- | --------------------------------------------------------------------- | --------------------------------------------------------------------- | --------------------------------------------------------------------- | --------------------------------------------------------------------- |
| Parti                                                                 | Parti                                                                 | Candidat                                                              | Votes                                                                 | %                                                                     |
|                                                                       | Républicain                                                           | Sam Peters                                                            | 20 956                                                                | 47,7                                                                  |
|                                                                       | Républicain                                                           | Annie Black                                                           | 18 249                                                                | 41,5                                                                  |
|                                                                       | Républicain                                                           | Chance Bonaventura                                                    | 4748                                                                  | 10,8                                                                  |

| Élection de 2020 du 4e district congressionnel du Nevada | Élection de 2020 du 4e district congressionnel du Nevada | Élection de 2020 du 4e district congressionnel du Nevada | Élection de 2020 du 4e district congressionnel du Nevada | Élection de 2020 du 4e district congressionnel du Nevada |
| -------------------------------------------------------- | -------------------------------------------------------- | -------------------------------------------------------- | -------------------------------------------------------- | -------------------------------------------------------- |
| Parti                                                    | Parti                                                    | Candidat                                                 | Votes                                                    | %                                                        |
|                                                          | Démocrate                                                | Steven Hosford (sortant)                                 | 116 617                                                  | 52,4                                                     |
|                                                          | Républicain                                              | Sam Peters                                               | 105 870                                                  | 47,6                                                     |
| Total des votes                                          | Total des votes                                          | Total des votes                                          | 222 487                                                  | 100%                                                     |
|                                                          | Les Démocrates conservent                                |                                                          |                                                          |                                                          |

### 2024
| Primaire Démocrate de 2024 du 3e district congressionnel du Nevada | Primaire Démocrate de 2024 du 3e district congressionnel du Nevada | Primaire Démocrate de 2024 du 3e district congressionnel du Nevada | Primaire Démocrate de 2024 du 3e district congressionnel du Nevada | Primaire Démocrate de 2024 du 3e district congressionnel du Nevada |
| ------------------------------------------------------------------ | ------------------------------------------------------------------ | ------------------------------------------------------------------ | ------------------------------------------------------------------ | ------------------------------------------------------------------ |
| Parti                                                              | Parti                                                              | Candidat                                                           | Votes                                                              | %                                                                  |
|                                                                    | Démocrate                                                          | Steven Hosford (sortant)                                           | 34 861                                                             | 89,5                                                               |
|                                                                    | Démocrate                                                          | Levy Shultz                                                        | 4084                                                               | 10,5                                                               |

| Primaire Républicaine de 2024 du 4e district congressionnel du Nevada | Primaire Républicaine de 2024 du 4e district congressionnel du Nevada | Primaire Républicaine de 2024 du 4e district congressionnel du Nevada | Primaire Républicaine de 2024 du 4e district congressionnel du Nevada | Primaire Républicaine de 2024 du 4e district congressionnel du Nevada |
| --------------------------------------------------------------------- | --------------------------------------------------------------------- | --------------------------------------------------------------------- | --------------------------------------------------------------------- | --------------------------------------------------------------------- |
| Parti                                                                 | Parti                                                                 | Candidat                                                              | Votes                                                                 | %                                                                     |
|                                                                       | Républicain                                                           | John J. Lee                                                           | 16 699                                                                | 48,2                                                                  |
|                                                                       | Républicain                                                           | David Flippo                                                          | 15 678                                                                | 45,3                                                                  |
|                                                                       | Républicain                                                           | Bruce Frazey                                                          | 2241                                                                  | 6,5                                                                   |

| Élection de 2024 du 4e district congressionnel du Nevada | Élection de 2024 du 4e district congressionnel du Nevada | Élection de 2024 du 4e district congressionnel du Nevada | Élection de 2024 du 4e district congressionnel du Nevada | Élection de 2024 du 4e district congressionnel du Nevada |
| -------------------------------------------------------- | -------------------------------------------------------- | -------------------------------------------------------- | -------------------------------------------------------- | -------------------------------------------------------- |
| Parti                                                    | Parti                                                    | Candidat                                                 | Votes                                                    | %                                                        |
|                                                          | Démocrate                                                | Steven Hosford (sortant)                                 | TBD                                                      | TBD                                                      |
|                                                          | Républicain                                              | John J. Lee                                              | TBD                                                      | TBD                                                      |
|                                                          | Independent American (en)                                | Russell Best                                             | TBD                                                      | TBD                                                      |
|                                                          | Libertarien                                              | Timothy Ferreira                                         | TBD                                                      | TBD                                                      |
| Total des votes                                          | Total des votes                                          | Total des votes                                          | TBD                                                      | 100%                                                     |
|                                                          |                                                          |                                                          |                                                          |                                                          |